# 一色紗英
一色紗英（1977年4月29日—），本名畠山紗英，日本東京都杉並區人，女演員。曾以電影《藏》獲得日本電影金像獎、電影旬報、報知電影賞、每日電影獎等新人獎。
2002年與原模特兒結婚，兩人育有兩女一男。

## 作品
電視劇
- （1991年，東京放送），飾。
- （1992年，富士電視），飾「平井千草」。
- （1992年，富士電視），飾。
- 是谁偷走我的心 （1992年，富士電視），飾「椎名裕子」。
- 17才-at seventeen-（1994年，富士電視），飾「月影翠」。
- （1997年，朝日電視），飾「北尾千津子」。
- （1998年，日本放送協會），飾。
- （1999年，富士電視），飾「五月」。
- （2000年，日本放送協會），飾「佐野美香子」。
- （2001年，富士電視），飾「五月」。
- （2001年，朝日電視），飾「磯村育美」。
- （2002年，富士電視），飾「佐登子」。
- （2005年，富士電視），飾「加賀涼子」。

電影
- 藏（1995年），飾「田乃内烈」。

## 外部連結
- 互联网电影数据库（IMDb）上《藏》的资料（英文）
- this_is_sae的Instagram帳戶
- 一色紗英的X（前Twitter）